# Distretto di Tsihombe
Il distretto di Tsihombe è un distretto del Madagascar situato nella regione di Androy. Ha per capoluogo la città di Tsihombe.
La popolazione del distretto è di 104 367 abitanti (censimento 2011).